# Дуб пірамідальний (Виноградів)
Дуб піраміда́льний — ботанічна пам'ятка природи місцевого значення в Україні. Розташована в межах міста Виноградова Закарпатської області, на вул. Тюльпанів, 62.
Площа 2 по 0,02 га. Статус надано згідно з рішенням облвиконкому від 18.11.1969 року № 414, ріш. ОВК від 23.10.1984 року № 253. Перебуває у віданні Виноградівської міської ради.
Статус надано з метою збереження двох екземплярів дуба пірамідальної форми віком понад 100 років.